# 밀리 발라키레프
밀리 알렉세예비치 발라키레프(러시아어: Ми́лий Алексе́евич Бала́кирев, 1837년 1월 2일 – 1910년 5월 29일)는 러시아의 피아노 연주자이자 지휘자, 작곡가이다.

## 생애
1837년 1월 2일에 니즈니노브고로드에서 태어나서 1910년 5월 29일에 상트페테르부르크에서 별세하였다. 소년시절부터 음악적 재능을 발휘하여 피아노를 배웠다. 그에게 음악을 가르친 최초의 인물은 모차르트의 전기를 썼고 베토벤의 연구가이며 러시아 최초의 음악평론가인 알렉산드르 드미트리에비치 우루이비셰프(1794-1858)였다. 그의 집에서 연 음악회에서 발라키레프는 관현악의 지휘를 시작하였다. 카잔 대학의 수학과에서 2년간 배운 뒤 1855년에 상트페테르부르크로 옮겨, 거기서 글린카와 알게 되었다. 다르고미슈스키, 큐이(1856), 무소륵스키(1857)를 알게 된 것도 이 무렵이다. 정력적이며 비상한 권위에 찼고, 박학다식하고 날카로운 비판력을 지닌 그는 그 주위에 유능한 젊은 작곡가를 끌어들였다. 그리고 '새 러시아 악파', '마그차야 쿠치카'(힘찬 친구들)라고 불리는 집단을 결성하였다. 그들의 슬로건은 '표현의 진실과 음악에 있어서의 국민성'이었다. 1862년 로마킨과 함께 무료음악학교를 열고, 안톤 루빈스타인의 음악원에 대항하였다. 1867년, 프라하로 가서 글린카의 《루슬란과 류드밀라》를 지휘하였고, 또 상트페테르부르크에서 러시아 음악협회 연주회의 지휘자가 되었다. 작곡활동의 최성기(最盛期)는 6,70년이었다. 1874년부터 1881년에 걸쳐서 그는 정신적 위기에 빠졌다. 음악학교의 재정적 파산과 음악상의 반대자와의 투쟁에 지쳐 음악계로부터 멀어졌다. 그와 동시에 '힘찬 친구들'도 흩어졌다. 그 뒤, 재차 적극적으로 음악활동을 개시하였지만 이전과 같은 조직적인 활동은 아니었다. 1883년부터 1894년에 걸쳐서 궁정 성가대의 악장이 되고, 1894년부터는 창작에 몰두함으로써 오래된 작품을 다시 고쳐 만들고 새로운 곡을 썼다.
주요 작품은 《세 개의 러시아적 주제에 의한 서곡》(1858), 《리어왕》 음악(1858-1861), 서곡 《1천년》(후에 《루시》라고 개제, 1862), 교향시 《타마라》(1867), 피아노곡에서는 환상곡 《이슬라메이》(1869), 그 밖에 가곡이 있다.

## 같이 보기
- 러시아 5인조